# Henryk Wardach
Henryk Wardach, né le 22 février 1964, en Pologne, est un ancien joueur de basket-ball polonais. Il évoluait au poste de pivot. 

## Palmarès
- Champion de Pologne 1985, 1986